# Xã Audubon, Quận Audubon, Iowa
Xã Audubon (tiếng Anh: Audubon Township) là một xã thuộc quận Audubon, tiểu bang Iowa, Hoa Kỳ. Năm 2010, dân số của xã này là 212 người.